# Lerista carpentariae
Espèce
Lerista carpentariae est une espèce de sauriens de la famille des Scincidae.

## Répartition
Cette espèce est endémique d'îles du golfe de Carpentarie dans le Territoire du Nord en Australie. Elle se rencontre dans l'archipel de Sir Edward Pellew ainsi qu'à Groote Eylandt.

## Étymologie
Cette espèce est nommée en référence au lieu de sa découverte : le golfe de Carpentarie.

## Publication originale
- Greer, 1983 : A new species of Lerista from Groot Eylandt and the Sir Edward Pellew group in northern Australia. Journal of Herpetology, vol. 17, no 1, p. 48-53.